# Ecsenius pictus
Ecsenius pictus és una espècie de peix de la família dels blènnids i de l'ordre dels perciformes.

## Morfologia
- Els mascles poden assolir 5 cm de longitud total.[3][4]

## Reproducció
És ovípar.

## Hàbitat
És un peix marí de clima tropical i associat als esculls de corall que viu fins als 40 m de fondària.

## Distribució geogràfica
Es troba a les Filipines, Indonèsia i Salomó.